# Castell de Clarà (Moià)
El castell de Clarà era una fortalesa de Moià, les ruïnes de la qual estan declarades bé cultural d'interès nacional. S'estenen al cim d'un turó, a sota del qual s'arredossa l'església de Sant Andreu, a la banda ponentina del terme, prop de la carretera de Manresa a Vic, 

## Història
El seu terme comprenia aproximadament l'actual municipi, excepte la zona nord-occidental, que corresponia al castell de Rodors. El 912 es documenta encara com a castell de Moià, si bé aquesta denominació ja no apareixeria mai més, ja que el 915 el terme de Clarà a la part occidental de Moià, i el 916 el castell de Clarà al terme de Moià.
Aquest castell, juntament amb molts d'altres, formava part del lot adjudicat en el dot d'Ermessenda de Carcassona, muller del comte de Barcelona Ramon Borrell, el 993. Els feudataris principals foren els senescals del comte, el primer dels quals fou Amat Elderic. El 1136, el senescal Guillem Ramon de Montcada va fer jurament de fidelitat i un conveni amb el comte Ramon Berenguer IV sobre diversos castells, entre ells aquest.
El 1246, Jaume I permutà el castell i la vila de Moià al bisbe de Vic, que el 1260, i per a arrodonir el terme, permutà l'església de Moià a la canònica de Santa Maria de l'Estany. Però no fou un traspàs definitiu, ja que el 1288, Alfons II va vendre el castell de Clarà i les viles de Moià i Santpedor, per a recuperarles deu anys després.
El castell fou enderrocat per ordre de les autoritats borbòniques després de la Guerra de Successió, i a partir d'aquell moment romangué abandonat, essent fruit del pas del temps i de l'espoliació dels pagesos propers per a refer les seves masies amb pedres de qualitat, pràctica molt habitual al llarg de l'edat moderna i fins ben entrada la contemporània.

## Arquitectura

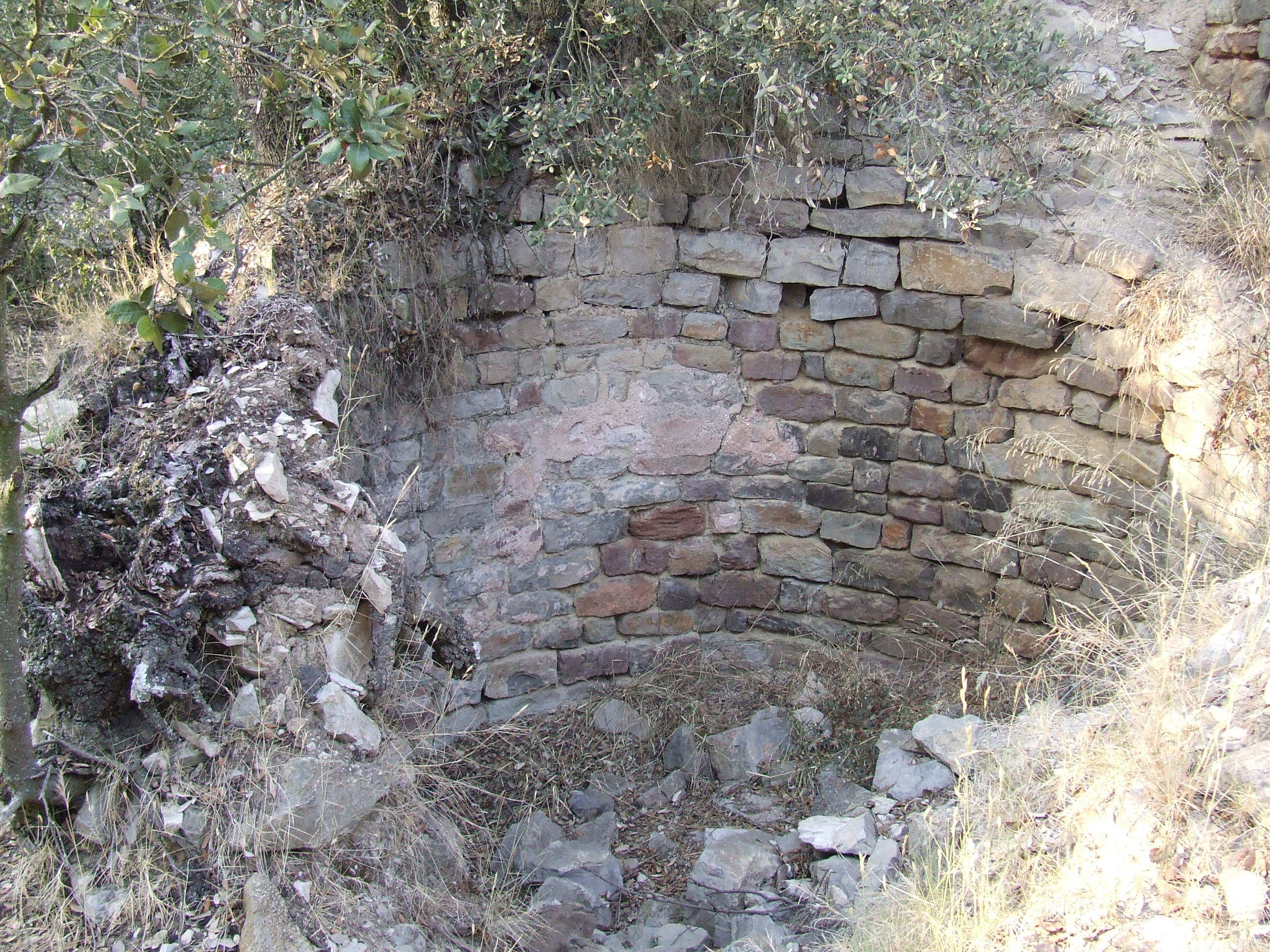
Restes de la torre de l'homenatge del castell

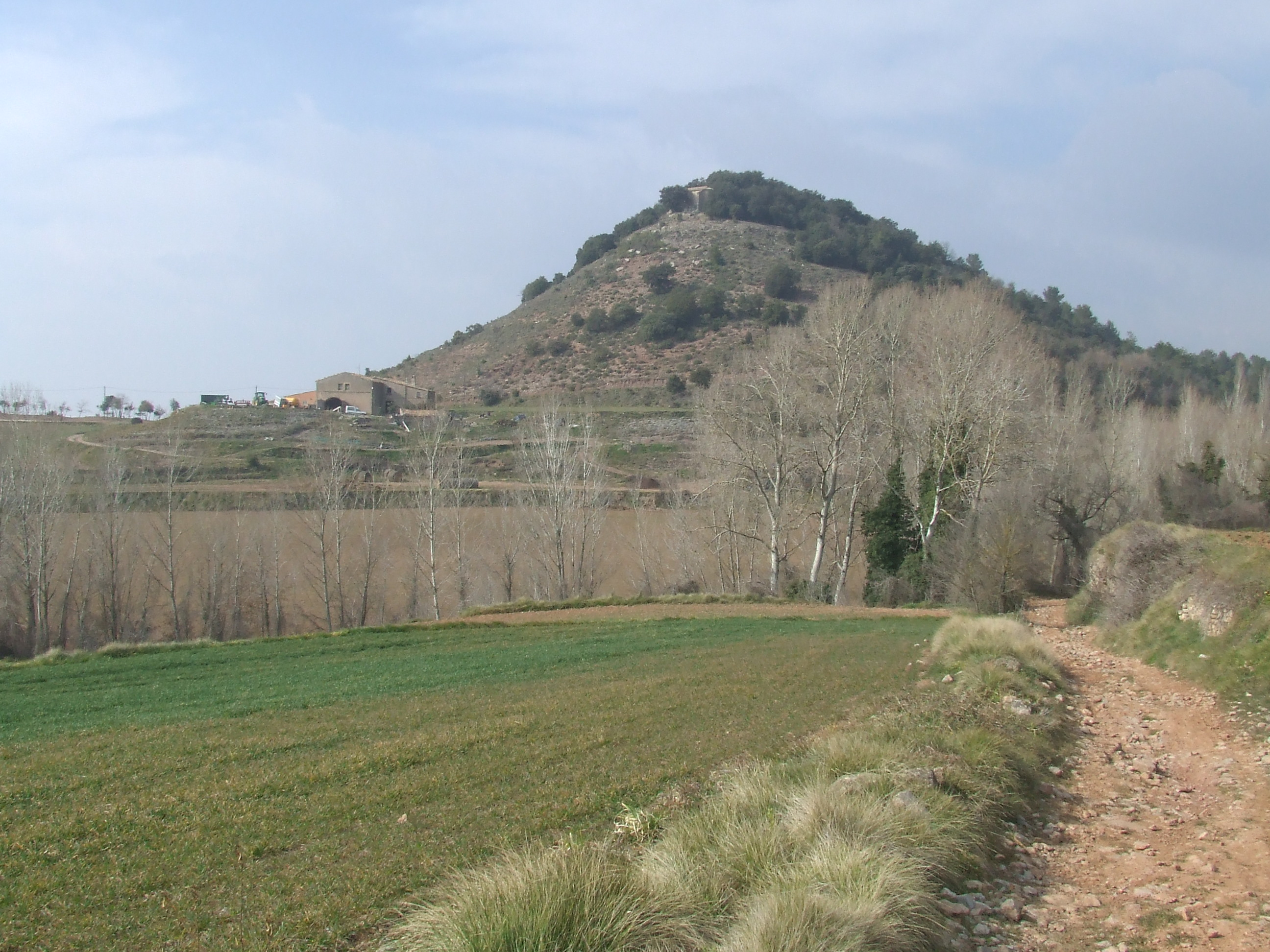
Turó de Sant Andreu

Entre les nombroses restes escampades a l'esplanada del turó, destaquen les de la torre mestra. De planta circular, té unes parets de 2,05 m de gruix, el diàmetre exterior de la qual fa 6,80 m, mentre que l'interior és de 2,70 cm. El que en resta dempeus arriba a 4,90 m d'alçada fins a un breu desgruixament del mur intern (20 cm), des d'on arrenca una cúpula de pedra, actualment mig esfondrada, tancada amb un arc de 2,10 m, del que encara s'aguanten uns 70 cm, de manera que l'alçada actual dela torre és de 7,70 m. L'aparell de la torre és de carreus mitjans i escantonats barroerament, disposats en filades horitzontals, mentre que el de la cúpula és més barroer, amb pedres sense escantonar.
A tocar de la torre i cap a ponent, hi ha una cisterna circular de 2,90 de diàmetre intern i 2,65 m de profunditat. El gruix de les parets d'uns 70 cm i l'aparell és de carreus mitjans però més petits que els de la torre i més ben escantonats, disposats. L'interior era totalment revestit amb argamassa, de la qual encara queden pegats. A tot el voltant de la torre, tret de la banda ponentina, hi ha sèrie de dependències, les parets de les quals no ultrapassen els 2m d'alçada.
A la banda de tramuntana hi dues estances de forma trapezial, de les quals la situada cap a ponent, amb unes dimensions més reduïdes (4,70 m X 4 m), està escapçada vers migdia per la torre, mentre que l'altra (8 m × 3,30 m), s'allarga gairebé fins a l'altre extrem de la torre, tancant el conjunt cap a ponent.  El mur exterior té 1,10 m de gruix, i la paret mitgera interior, 0,90 m, la qual s'estira fins als 13,5 m, deixant un estret passadís entre una sala i l'altra a través d'una de les obertures. L'habitació de ponent té dues obertures més, consistents en una espitllera oberta a tramuntana i en una altra porta, oberta a migdia, que comunica amb un petit compartiment, a manera de rebedor, que té una porta exterior i una arcada interior que comunica amb el passadís i de la qual encara resten uns fragments de l'arrencada de l'arc.
Les altres dues estances, situades a migdia, són formades per dos habitacles, dels quals el de ponent és de forma trapezial, mentre que el de llevant mostra un perímetre més irregular. La primera fa 5,30 m x 3,40 m i és perforada per dues portes: una d’exterior situada a migdia i una altra al cantó oposat que comunica amb un recinte molt reduït (2,10 × 1,30 m), on hi ha una altra porta que surt a l'exterior pel cantó de ponent. La darrera estança (4,30 m X 3,30 m), i a la banda de tramuntana s'endevinen dues obertures, de les quals una es devia obrir al rebedor i l'altra al passadís, salvant un desnivell resolt amb una esglaonada, de la qual encara queden vestigis. El gruix dels murs exteriors és, com en els altres, de 1,10 m, i la paret mitgera que les uneix, 0,70 m. L'aparell és de carreus mitjans, escantonats a cops de maceta i disposats en filades horitzontals.
La torre dataria del segle xi, mentre que la resta de construccions serien posteriors, però dintre de l'edat mitjana.